# Barty Crouch ml.
Barty Crouch mlađi lik je iz serijala romana o Harryju Potteru engleske spisateljice J. K. Rowling. Riječ je smrtonoši koji ima istoimena oca Bartyja Croucha.

## U djelima
Barty Crouch mlađi pojavljuje se u Harryju Potteru i Plamenom peharu.
Bio je smrtonoša koji je sudjelovao u mučenju Longbottomovih nakon Voldemortova poraza, uhićen je i bačen u Azkaban gdje se mislilo da je umro, ali otac ga je izvukao iz zatvora zamijenivši ga njegovom umirućom majkom. Kada je Voldemort saznao da je živ, odlučio se njime okoristiti. U filmu je Barty Crouch prisustvovao ubojstvu Franka Brycea. Barty Crouch je u Hogwartsu preuzeo obličje Divljookog Moodyja što je otkriveno tek nakon Tromagijskog turnira. Davao je Harryju savjete o zadacima koje je morao riješiti za Tromagijski turnir i začarao trofej pretvorivši ga u putoključ. Nastojao je pomagati Harryju jer je želio da on prvi dođe do trofeja koji ga je zapravo doveo do grobnice na kojoj su bili lord Voldemort i njegov pomoćnik Peter Pettigrew zvan Crvorep. On je također ubacio Harryjevo ime u Plameni pehar iako Harry nije bio punoljetan.
Nakon što je Harry pobjegao Voldemortu, Crouch je odveo Harryja u svoj kabinet. Popričao je s njim i pokušao ga ubiti, ali na vrijeme su stigli Dumbledore te profesori McGonagall i Snape te ga omamili. Dumbledore je ostavio profesoricu McGonagall da pazi na Croucha, ali ministar Fudge došao je u pratnji dementora. Dementor je poljubio Croucha i isisao mu dušu. 